# Europamästerskapet i minifotboll
Europamästerskapet i minifotboll är en minifotbollsturnering för landslag som spelas i Europa varje år sedan 2010. Turneringen är en sex-mot-sex, det betyder att vardera lag har sex personer på planen samtidigt (fem utespelare plus en målvakt). Turneringen anordnas av European Minifootball Federation (EMF).

## Mästerskap
| År   | Värdnation              | Final        | Final               | Final      | Match om tredjepris     | Match om tredjepris | Match om tredjepris |
| År   | Värdnation              | Vinnare      | Resultat            | Tvåa       | Trea                    | Resultat            | Fyra                |
| ---- | ----------------------- | ------------ | ------------------- | ---------- | ----------------------- | ------------------- | ------------------- |
| 2010 | Slovakien               | Rumänien     | 8 – 0               | Slovakien  | Tjeckien                | 5 – 1               | Grekland            |
| 2011 | Rumänien                | Rumänien     | 3 – 3 (5 – 4 str.)  | Tjeckien   | Moldavien               | 1 – 0               | Grekland            |
| 2012 | Moldavien               | Rumänien     | 2 – 1               | Montenegro | Tjeckien                | 3 – 3 (4 – 3 str.)  | Slovakien           |
| 2013 | Grekland                | Rumänien     | 2 – 0               | Kroatien   | Tyskland                | 1 – 1 (2 – 1 str.)  | Ryssland            |
| 2014 | Montenegro              | Rumänien     | 1 – 0               | Slovenien  | Tjeckien                | 2 – 1               | Tyskland            |
| 2015 | Kroatien                | Rumänien     | 5 – 1               | Kroatien   | Bosnien och Hercegovina | 4 – 3               | Tjeckien            |
| 2016 | Ungern                  | Kazakstan    | 2 – 2 (6 – 5 str.)  | Kroatien   | Tjeckien                | 2 – 0               | Montenegro          |
| 2017 | Tjeckien                | Ryssland     | 1 – 1 (3 – 2 str.)  | Tjeckien   | Ungern                  | 0 – 0 (3 – 2 str.)  | Rumänien            |
| 2018 | Ukraina                 | Tjeckien     | 4 – 1               | Rumänien   | Kazakstan               | 2 – 0               | England             |
| 2022 | Slovakien               | Azerbajdzjan | 1 – 0               | Rumänien   | Bulgarien               | 4 – 1               | Kazakstan           |
| 2024 | Bosnien och Hercegovina | Serbien      | 1 – 1 (10 – 9 str.) | Rumänien   | Kazakstan               | 7 – 2               | Frankrike           |

## Medaljtabell
| Nr | Nation                  | Guld | Silver | Brons | Totalt |
| -- | ----------------------- | ---- | ------ | ----- | ------ |
| 1  | Rumänien                | 6    | 3      | 0     | 9      |
| 2  | Tjeckien                | 1    | 2      | 4     | 7      |
| 3  | Kazakstan               | 1    | 0      | 2     | 3      |
| 4  | Azerbajdzjan            | 1    | 0      | 0     | 1      |
| 4  | Ryssland                | 1    | 0      | 0     | 1      |
| 4  | Serbien                 | 1    | 0      | 0     | 1      |
| 7  | Kroatien                | 0    | 3      | 0     | 3      |
| 8  | Montenegro              | 0    | 1      | 0     | 1      |
| 8  | Slovakien               | 0    | 1      | 0     | 1      |
| 8  | Slovenien               | 0    | 1      | 0     | 1      |
| 11 | Bosnien och Hercegovina | 0    | 0      | 1     | 1      |
| 11 | Bulgarien               | 0    | 0      | 1     | 1      |
| 11 | Moldavien               | 0    | 0      | 1     | 1      |
| 11 | Tyskland                | 0    | 0      | 1     | 1      |
| 11 | Ungern                  | 0    | 0      | 1     | 1      |